# Inhoulets Petrove
Maillots
Le Futbolny Klub Inhoulets Petrove (en ukrainien : Футбольний Клуб Інгулець Петрове), plus couramment abrégé en Inhoulets Petrove, est un club ukrainien de football fondé en 2013 et basé dans la ville de Petrove.
Il évolue depuis la saison 2020-2021 en première division ukrainienne.

## Histoire
Le club est fondé en 2013 sous le nom Ahrofirma Piatykhatska, en raison d'un partenariat avec une entreprise agricole locale, et est alors localisé dans le village de Volodymyrivka, d'où il participe durant ses premières années aux compétitions régionales et amateurs ukrainiennes. L'équipe est relocalisée en début d'année 2015 dans la ville de Petrove et prend à cette occasion le nom Inhoulets. Elle intègre la même année la troisième division ukrainienne dans le cadre de la saison 2015-2016.
Pour sa première saison au niveau professionnel, l'Inhoulets termine troisième du championnat derrière le Kolos Kovalivka et le Veres Rivne, mais profite d'une expansion de la deuxième division pour accéder à l'échelon supérieur dans la foulée.
L'exercice 2016-2017 voit le club se maintenir difficilement en se classant treizième, avec seulement deux points d'avance sur le premier relégable. La saison suivante est plus positive, l'équipe jouant cette fois les premiers rôles en championnat et passant très près d'une place en barrage de promotion, avant de finalement terminer quatrième, à deux points du podium.
Lors de la saison 2018-2019, tandis que l'équipe stagne dans le milieu de classement, finissant septième en fin d'exercice, celle-ci réalise dans le même temps un parcours exceptionnel en Coupe d'Ukraine, éliminant notamment le FK Marioupol, le Karpaty Lviv et le Zorya Louhansk pour atteindre la finale de la compétition, devenant le premier club de deuxième division à atteindre ce stade de la compétition. L'Inhoulets ne parvient cependant pas à remporter la finale, perdue largement contre le Chakhtar Donetsk sur le score de 4-0.
À l'issue de la saison suivante, le club parvient à terminer troisième du championnat derrière le FK Mynaï et le Rukh Lviv et accède ainsi à la promotion en premier division.

## Bilan sportif

### Palmarès
| Compétitions nationales                      |
| -------------------------------------------- |
| - Coupe d'Ukraine : - Finaliste : 2018-2019. |

### Bilan par saison
| Saison    | Championnat | Championnat | Championnat | Championnat | Championnat | Championnat | Championnat | Championnat | Championnat | Championnat | Coupe d'Ukraine     |
| Saison    | Division    | Pos         | Pts         | J           | V           | N           | D           | BP          | BC          | Diff        | Coupe d'Ukraine     |
| --------- | ----------- | ----------- | ----------- | ----------- | ----------- | ----------- | ----------- | ----------- | ----------- | ----------- | ------------------- |
| 2015-2016 | 3e          | 3e          | 50          | 26          | 14          | 8           | 4           | 37          | 16          | +21         | Seizièmes de finale |
| 2016-2017 | 2e          | 13e         | 38          | 34          | 10          | 8           | 16          | 33          | 45          | -12         | 32es de finale      |
| 2017-2018 | 2e          | 4e          | 69          | 34          | 21          | 6           | 7           | 46          | 20          | +26         | Seizièmes de finale |
| 2018-2019 | 2e          | 7e          | 42          | 28          | 11          | 9           | 8           | 35          | 32          | +3          | Finale              |
| 2019-2020 | 2e          | 3e          | 60          | 30          | 17          | 9           | 4           | 47          | 22          | +25         | Quarts de finale    |
| 2020-2021 | 1re         | 12e         | 26          | 26          | 5           | 11          | 10          | 24          | 39          | -15         | Seizièmes de finale |
| 2021-2022 | 1re         | 14e         | 13          | 17          | 3           | 4           | 10          | 13          | 28          | -15         | Seizièmes de finale |
| 2022-2023 | 1re         | 14e         | 31          | 30          | 8           | 7           | 15          | 22          | 34          | -12         | —                   |

Légende
- Finaliste de la compétition.
- Promotion en division supérieure.
- Relégation en division inférieure.

## Personnalités du club

### Présidents
- Oleksandr Povoroznyouk (2013 - )

### Entraîneurs
| - Valeriy Len (2013) - Ruslan Pereverziy (2013 - 2015) - Viktor Bohatyr (2015) | - Eduard Khavrov (2015 - 2016) - Dmytro Kolodyne (2016) - Serhiy Lavrynenko (en) (2016 - ) |